# Myxini
De Myxini zijn een klasse van kaakloze zeevissen met een aalvormig lichaam, de slijmprikken. Er zijn 77 soorten verdeeld in zes geslachten.

## Systematiek
De indeling van de slijmprikken, vooral hun plaatsing ten opzichte van de Cephalaspidomorphi (klasse waartoe de "gewone" prikken behoren) is een ingewikkelde kwestie waarover geen consensus is. Aanvankelijk leek het dat volgens modern fylogenetisch onderzoek deze twee groepen geen zustergroepen (monofyletisch) waren, dus geen gemeenschappelijke voorouder hadden. In dat geval werden de gewone prikken als zustergroep beschouwd van de voorouder van alle andere gewervelden (met kaken). De gemeenschappelijke voorouder van deze gewervelde dieren heet dan Myopterygia. 
|             | Myxini (klasse van de slijmprikken)                                                                                  |
|             | |
| Myopterygia | \| \| Cephalaspidomorphi (klasse van de prikken) \| \| \| \| \| \| Gnathostomata (gewervelden met kaken) \| \| \| \| |
|             | \| \| Cephalaspidomorphi (klasse van de prikken) \| \| \| \| \| \| Gnathostomata (gewervelden met kaken) \| \| \| \| |
|             | Cephalaspidomorphi (klasse van de prikken)                                                                           |
|             | |
|             | Gnathostomata (gewervelden met kaken)                                                                                |
|             | |

|  | Cephalaspidomorphi (klasse van de prikken) |
|  |                                            |
|  | Gnathostomata (gewervelden met kaken)      |
|  |                                            |

Onderzoek uit 2003 wijst echter toch weer in de richting van monofylie binnen de kaakloze vissen (Agnatha) voor de groepen van de slijmprikken en (gewone) prikken.
| Agnatha (kaakloze vissen) | \| \| Myxini (klasse van de slijmprikken) \| \| \| \| \| \| Cephalaspidomorphi (klasse van de prikken) \| \| \| \| |
|                           | \| \| Myxini (klasse van de slijmprikken) \| \| \| \| \| \| Cephalaspidomorphi (klasse van de prikken) \| \| \| \| |
|                           | Gnathostomata (gewervelden met kaken)                                                                              |
|                           | |
|                           | Myxini (klasse van de slijmprikken)                                                                                |
|                           | |
|                           | Cephalaspidomorphi (klasse van de prikken)                                                                         |
|                           | |

|  | Myxini (klasse van de slijmprikken)        |
|  |                                            |
|  | Cephalaspidomorphi (klasse van de prikken) |
|  |                                            |

## Indeling volgens Catalog of Fishes
- Klasse: Myxini
  -  Orde: Myxiniformes
    -  Familie: Myxinidae (Rafinesque, 1815)
      - Onderfamilie: Eptatretinae (Bonaparte, 1850)
      -  Onderfamilie: Myxininae (Rafinesque, 1815)